# Bollingen SG
| SG ist das Kürzel für den Kanton St. Gallen in der Schweiz. Es wird verwendet, um Verwechslungen mit anderen Einträgen des Namens Bollingen zu vermeiden. |

Das Dorf Bollingen liegt am Ufer des Obersees und gehört zur politischen Gemeinde Rapperswil-Jona.

## Geographie

Historisches Luftbild aus 400 m von Walter Mittelholzer von 1919

Die ländlich geprägte Ortschaft auf dem Gebiet der ehemaligen Gemeinde Jona liegt am nördlichen Oberseeufer zwischen Schmerikon und dem Joner Ortsteil St. Dionys. Der Ortsteil Oberbollingen liegt östlich von Bollingen. Neben einigen Landwirtschaftsbetrieben gibt es in Bollingen auch ein Speiserestaurant. Der dem Seeufer folgende Fuss- und Radweg (Strandweg) von Rapperswil nach Schmerikon führt durch Bollingen.

## Öffentlicher Verkehr
Bollingen liegt an der Bahnstrecke Rapperswil–Uznach. Die ehemalige Bahnstation liegt zwischen dem Dorf Bollingen und dem Kloster Wurmsbach, da in Bollingen früher Sandstein abgebaut wurde und der Steinbruch ausserhalb des Ortszentrums liegt. Im Bahnhof halten seit 2004 keine Züge mehr, er kann aber weiterhin als Kreuzungspunkt zwischen Schmerikon und Rapperswil benutzt werden.
An den öffentlichen Verkehr ist Bollingen deshalb nur an Schultagen durch den Bollinger Schulbus angebunden.

## Industrie
In der Gegend von Bollingen sind ehemalige Sandsteinbrüche, aus denen Steine u. a. für das Landesmuseum Zürich abgebaut wurden. Fast 1000 Jahre wurde dort Bollinger Sandstein abgebaut. Heute sind die ehemaligen Steingruben kaum mehr zu erkennen, da sie teilweise mit Sträuchern und Bäumen überwachsen sind.

## Sehenswürdigkeiten

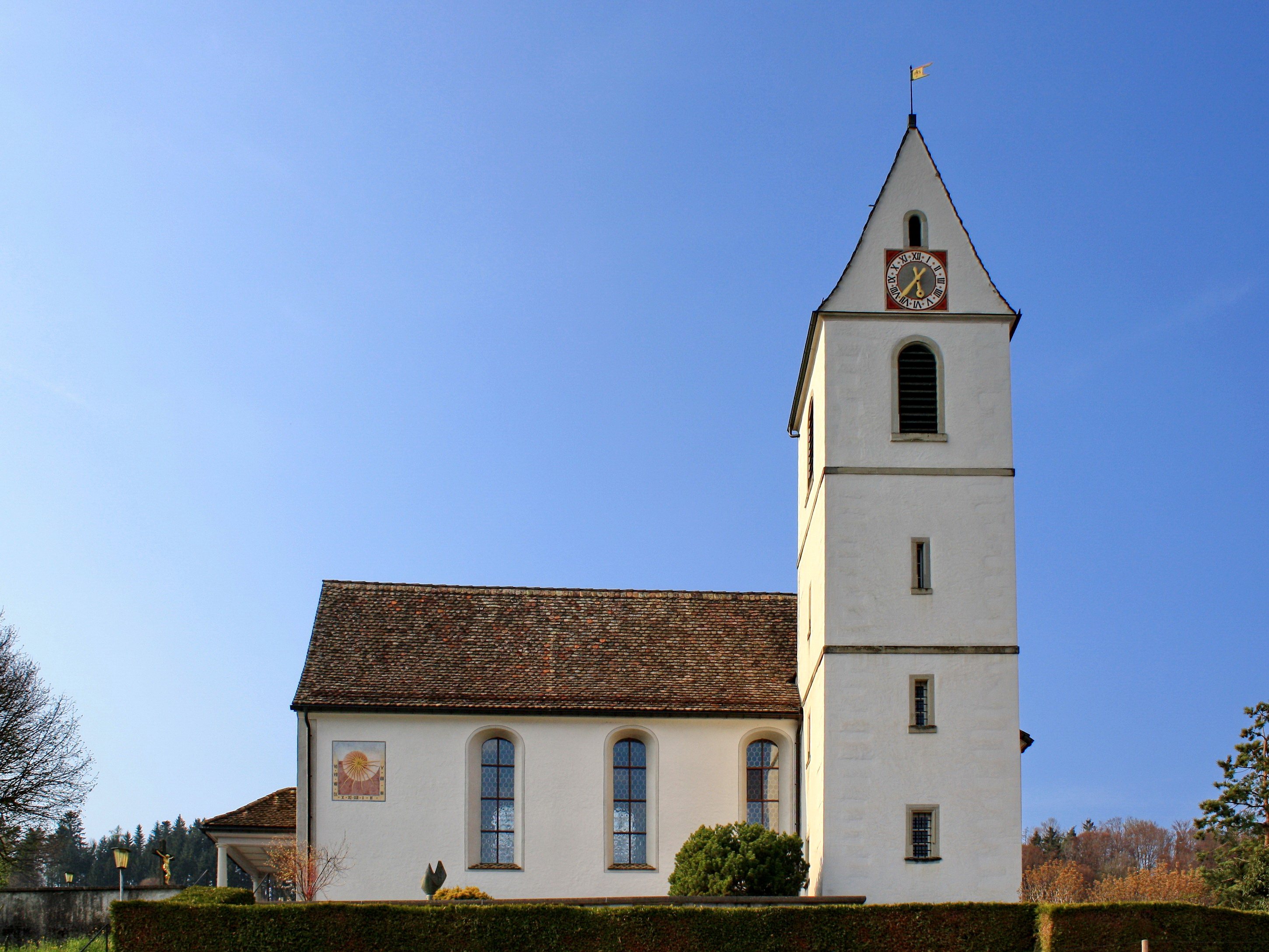
Kirche St. Pankraz
im Dorf Bollingen

### Kirche St. Pankraz
Auf einem Hügel über dem Dorf erhebt sich die Kirche St. Pankraz, deren Gründung wohl auf das 12. Jahrhundert zurückgeht. Die heutige Kirche stammt im Kern aus dem 16. Jahrhundert, wurde aber im 18. Jahrhundert komplett barockisiert. An die einschiffige Saalkirche mit Polygonalchor wurde 1764 ein markanter Käsbissenturm angefügt. Die Neugestaltung des Innenraums 1776/1777 hatte eine Ausstattung der Decke mit reizvollen Stuckaturen im Rokoko-Stil durch Martin Zobel zur Folge. Die Stuck-Kartuschen rahmen spätbarocke Deckenfresken von Felix Christoph Cajetan Fuchs ein. Die Gemälde zeigen Heilige sowie im zentralen Deckengemälde eine Allegorie auf die mystische Verehrung des Herzen Jesu. Der barocke Hochaltar mit einem Gemälde der Beweinung Christi von Johann Michael Hunger entstand um 1690 und befand sich ursprünglich in Rapperswil. Das ausdrucksvolle Chorbogen-Kruzifix stammt aus dem Jahre 1570. Neueren Datums sind die Farbglasfenster im Chor von August Wanner und die Empore mit Orgel aus den 1950er-Jahren.

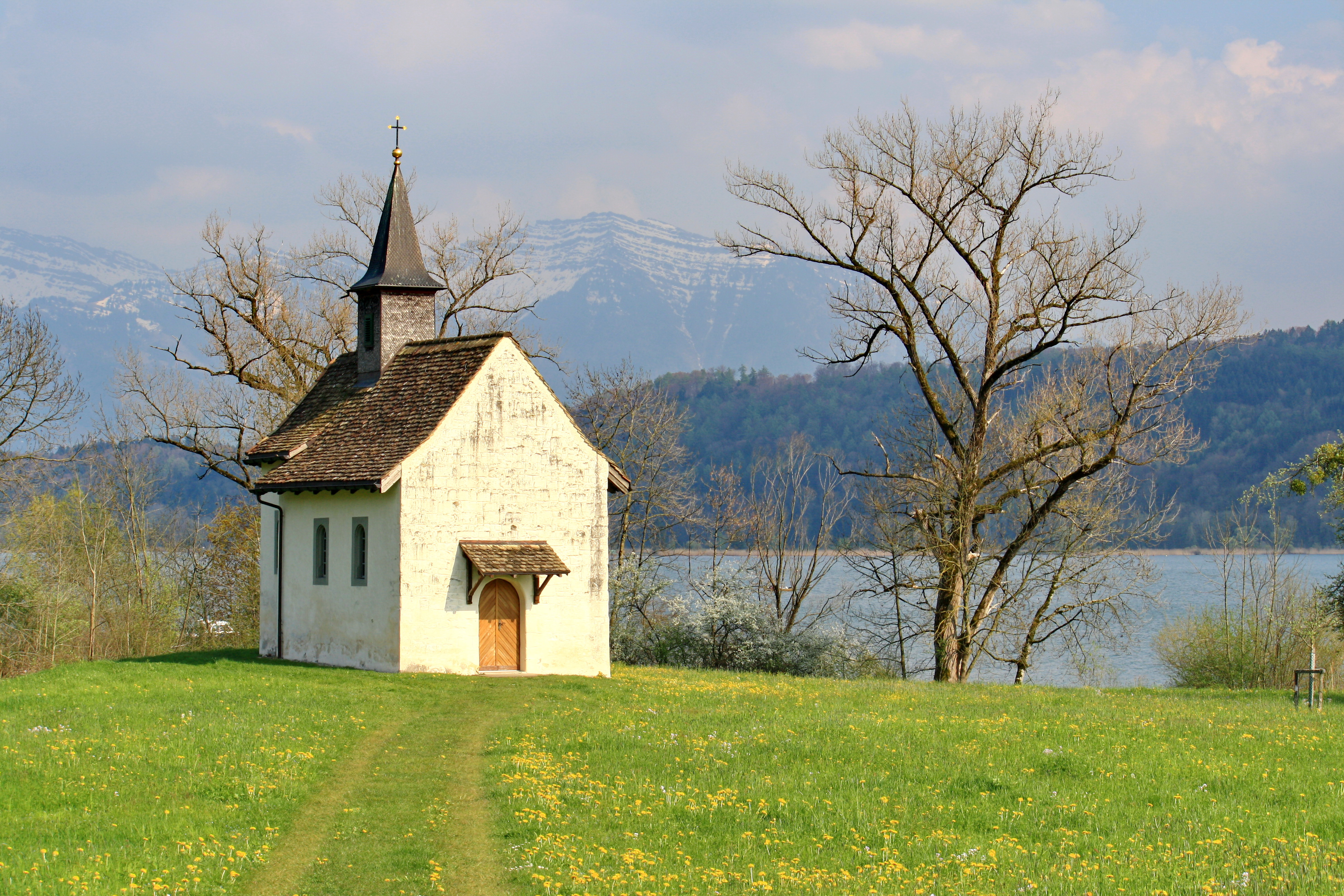
Kapelle St. Meinrad in Oberbollingen

### Kapelle St. Meinrad Oberbollingen
Die frühgotische Kapelle aus dem 13. Jahrhundert liegt auf einer Landzunge unweit von Schmerikon und ist dem Heiligen Meinrad geweiht. Einst war sie im Besitz des Klosters Rüti, ging aber 1260 in den Besitz des Klosters Wurmsbach über. Die Kapelle verfügt über einen Dachreiter und einen polygonalen Chorabschluss.
Zwischen Bollingen und Oberbollingen steht am Seeufer ein üppiger Bildstock jüngeren Datums.

### Wohnhaus von C. G. Jung
Der bedeutende Psychologe Carl Gustav Jung bewohnte eine ausserhalb des Dorfkerns versteckt am Seeufer gelegene historistische Villa mit Bootshaus, die aufgrund von Jungs eigener Namensgebung als Turm bekannt wurde.
Ebenso ist auf einer Anhöhe über dem Dorf das Wohnhaus von Marie-Louise von Franz erhalten, einer engen Vertrauten Jungs.

## Persönlichkeiten
- Frédéric Rüedi (1889–1962), Direktor der Eidgenössischen Finanzkontrolle, wuchs in Bollingen auf